# Skansepalæet
Skansen og Skansepalæet i Aarhus, der blev opført som hotel i forbindelse med Landsudstillingen i 1909, er tegnet i nybarok/skønvirkestil af Hjalmar Kjær. Bygningerne er oprindeligt opført og indrettet som hotel for Landsudstillingen med 210 værelser og 430 senge. Efter udstillingen blev husene ombygget til patricierlejligheder. Ejendomskomplekset "Skansen" består af Strandvejen 34-36 samt Heibergsgade 25-27. "Skansepalæet", Heibergsgade 28-36 og Marselisborg Alle 35-37, er beslægtet.
Skansen og Skansepalæet følger omtrent den bebyggelsesplan, som Hack Kampmann og Charles Ambt udarbejdede for Marselisborg-området. Planen rummede boulevarder, pladser og beplantninger, træk, der endnu kan ses. Hensigten var også at lokke velstillede mennesker til bydelen, og lejlighedernes standard var over datidens gennemsnit.
Husene er inspireret af både nybarok og jugendstil og opført i røde teglsten med groft tilhuggede granitsokler. Bygningerne har en meget sammensat karakter, som bliver understreget af det syv etager høje borglignende hjørnetårn, forskudte højder og forskellige gavlkviste, altaner og karnapper.
Navnet Skansen opstod, fordi komplekset er bygget oven på en gammel militær skanse, som den tyske feltherre Wallenstein lod opføre på den sydlige indfaldsvej under Trediveårskrigen, da han belejrede Aarhus i 1627. Skansen blev udbygget efter at Aarhus atter blev svensk besat i 1644 og skansen udbygget:61. Arealet blev i 1898 købt af godsejer H.P. Ingerslev, på Marselisborg og samtidigt indlemmet i Aarhus Kommune.

## Galleri
- Indgangsparti til Heibergsgade 32, Skansepalæet.
- Dør i Skansen i Heibergsgade.
- Skansens terrasse.
- Trappen til Heibergsgade.
- Trappen til terrassen set tæt på fra Strandvejen.
- Trappen til terrassen set fra Strandvejen.
- Strandvejen 36, Skansen.
- Parti af Skansepalæet set fra Heibergsgade.